# Liste der Kulturdenkmäler in Alzey
In der Liste der Kulturdenkmäler in Alzey sind alle Kulturdenkmäler der rheinland-pfälzischen Kreisstadt Alzey aufgeführt. Grundlage ist die Denkmalliste des Landes Rheinland-Pfalz (Stand: 25. März 2025). Für die vier Stadtteile siehe:
- Liste der Kulturdenkmäler in Alzey-Dautenheim
- Liste der Kulturdenkmäler in Heimersheim (Alzey)
- Liste der Kulturdenkmäler in Alzey-Schafhausen
- Liste der Kulturdenkmäler in Alzey-Weinheim

## Denkmalzonen
| Bezeichnung                          | Lage | Baujahr                            | Beschreibung | Bild                           |
| ------------------------------------ | --- | ---------------------------------- | --- | ------------------------------ |
| Denkmalzone Altstadt                 | Antoniterstraße 2, Fischmarkt 1–4, Rossmarkt 1–4, 7–10, 13, 14, 17–20, Spießgasse 4–28 und 7–25, St.-Georgen-Straße 1–29, 6–22, 26, 30, 32, 36 und 38 Lage | ab dem 16. Jahrhundert             | baulich stark verdichteter Teilbereich des Stadtzentrums mit frühem Siedlungskern Alzeys, Parzellenzuschnitte mindestens spätmittelalterlich bzw. frühneuzeitlich; zwei Märktplätze, getrennt durch inselartige Bebauung; hoheitliche Dominante des Fischmarktes das Renaissance-Rathaus von 1585/87; städtebaulich wirkungsvoll platzierter, späthistoristischer Volkerbrunnen; heutiges Erscheinungsbild geprägt durch zwei- und dreigeschossige Wohn- und Geschäftshäuser mit barockem, oft reichem Zierfachwerk des späten 17. und 18. Jahrhunderts, ergänzt um Neubauten und Überformungen des 19. Jahrhunderts; einige Häuser im Kern aus dem 16. und frühen 17. Jahrhundert | BW                             |
| Denkmalzone Alter Jüdischer Friedhof | Berliner Straße, am städtischen Friedhof Lage | 1810                               | 1810 am christlichen Friedhof angelegt, um 1870 erweitert; etwa 300 Grabsteine, spätes 18. Jahrhundert bis 1905 | Fotos hochladen                |
| Denkmalzone Schloss                  | Schlossgasse 32/34 Lage | zweite Hälfte des 12. Jahrhunderts | im Kern mittelalterliche Anlage (gegründet in der zweiten Hälfte des 12. Jahrhunderts), 1689 teilweise zerstört, 1901–03 in späthistoristischen Formen wiederaufgebaut, Architekt Oberbaurat Karl Hofmann, Darmstadt; die ältesten Bauteile wohl die Ringmauer und der untere Teile des Torturms, im obersten Geschoss ehemals bezeichnet 1538 (Umbau/Renovierung); mehrphasiger Nordflügel, im Kern aus dem 15. und 16. Jahrhundert, ein Fenstersturz bezeichnet 1527, im Erdgeschoss aufwändiger Wappenschlussstein bezeichnet 1528, übriges Erscheinungsbild bestimmt vom Wiederaufbau (Wappenschild am Treppengiebel bezeichnet 1903), Ausstattung von 1903; zwischen Tortum und Nordbau Wendeltreppe mit spätgotischem Portal; Bollwerkturm, ehemals bezeichnet 1476, viergeschossiger Wiederaufbau mit Schieferdach mit Fachwerklaterne, 1903; ursprünglich dreigeschossiger Südflügel, ehemals bezeichnet 1546, weitgehend späthistoristischer Neubau; ehemaliges Wärterhaus, im Kern aus dem 16. Jahrhundert, seit dem 18. Jahrhundert mit Mansarddach, um 1903 verändert; südlich davon Reste der spätgotischen Kapelle (?); innerer Schlossgraben seit den 1820er/1830er Jahren teilweise bebaut (Schlossgasse 30, 30a, 36, 38, 40, Kästrich 3–15, 19), Teil der baulichen Gesamtanlage, ebenso der Schlosskeller (Kästrich 2–10); zugehörig auch Am Schlosspark 18, nach 1950; Vorburg: Teile der nördliche Vorburgmauer an Schlossgasse 31 und 35; im Ostabschnitt Stichbogenpforte (15. oder 16. Jahrhundert?), Mauerzug nach der Straße Am Wall mit teilweise vollständig erhaltenen Wandbögen | weitere Bilder Fotos hochladen |
| Denkmalzone Stadtbefestigung         | Lage | vor 1366                           | 1366 erstmals erwähnte (neue) Befestigungsanlage; Ummauerung der nördlichen Vorstadt wohl in der zweiten Hälfte des 14. Jahrhunderts, der westlichen Vorstadt (Oberstadt) wohl im Lauf des 14. Jahrhunderts; die erhaltenen Reste, oft in Gebäude integriert, zeugen von mehreren Bauphasen; An der Hexenbleiche: Schießscharten; ab Durchbruch der Löwengasse bis zum Hohen Glockenturm längster zusammenhängend erhaltener Mauerzug; Stadtmauersubstanz auch in Spießgasse 64 (Hospitalstraße 47, verändert), wohl auch in Nr. 48, an Weberstube 17, 22 und 23, Selzgasse 19; bei Schulgässchen 14 Bogenstellungen vorgelegt; weitere Reste wohl in Schießgraben 9, Hellgasse 16, St.-Georgen-Straße 37 und im Bereich Neugasse, ebenso wohl zwischen Atzel und Spießgasse 75; archäologisch nachgewiesen unter anderem in Spießgasse 58, Lohgasse 56/58, südlich Antoniterstraße 37 und 36/38; Rekonstruktionen, teilweise nach Befund: westlich des Anwesens Distelhof 13, Bogenfries bei Löwengasse 22 und Wehrgang an der Klosterstraße, sowie in der Dr.-Wilhelm-Paeseler-Anlage; vier Stadtmauertürme erhalten: Metzgerturm (auch Hexenturm, Bleichstraße, gotisch), Pulverturm (zwischen Neugasse 15 und 17, 1895 verändert, 2000 ausgebaut und verputzt), Taubenturm (Klosterstraße), Hellgassenturm; Schlossbrückentor, bezeichnet 1769 bzw. 1780, dreibogige Grabenbrücke; Vormauer, frühestens ab 1400 errichtet, erhalten parallel zur Bleichstraße, südlich der katholischen Kirche bis Metzgerturm; untertägige Gangabschnitte, Einstieg bei St.-Georgen-Straße 39; Reste der Vorstadtmauer, unter anderem zwischen Zehnbrückerstraße 22 und 24, Untere Schanzenstraße 3–11 bzw. Blauer Hut 29–41, Rundturm Blauer Hut (Untere Schanzenstraße 11), Ruprechtstraße/Am alten Judenfriedhof; auch Relikte in Kellern (Hinkelgasse 15, 17, 21) | weitere Bilder Fotos hochladen |
| Denkmalzone Neuer Jüdischer Friedhof | Berliner Straße, am städtischen Friedhof Lage | 1905                               | 1905 angelegtes Rechteckareal am christlichen Friedhof; etwa 160 Grabsteine, einige nach 1945; Grabmal Familie Theodor Wolf (gestorben 1917), 1920, Entwurf Otto Bartning, Berlin; Grabmal Familie Moses Levi (gestorben 1922), Jugendstil | Fotos hochladen                |
| Denkmalzone Nibelungenstraße         | Nibelungenstraße 2/4/6 Lage | um 1903/05                         | malerische, villenartige, historisierende Wohnhausgruppe, teilweise Fachwerk, um 1903/05; kennzeichnendes Straßenbild | Fotos hochladen                |
| Denkmalzone Schlossgasse             | Schlossgasse 18–22 (gerade Nummern) Lage | um 1800                            | spätbarock geprägte Wohnhauszeile, um 1800; kennzeichnendes Straßenbild | weitere Bilder Fotos hochladen |
| Denkmalzone Spießgasse               | Spießgasse Lage | 18. und 19. Jahrhundert            | Wohn- und Geschäftshäuser des 18. und 19. Jahrhunderts | BW                             |
| Denkmalzone St.-Georgen-Straße       | St.-Georgen-Straße 6–36 und 9–29 Lage | 17. bis 19. Jahrhundert            | Wohn- und Geschäftshäuser des 17. bis 19. Jahrhunderts | weitere Bilder Fotos hochladen |

## Einzeldenkmäler
| Bezeichnung                                       | Lage                                                             | Baujahr                             | Beschreibung | Bild                           |
| ------------------------------------------------- | ---------------------------------------------------------------- | ----------------------------------- | --- | ------------------------------ |
| Amtshaus                                          | Amtgasse 6 Lage                                                  | um 1600                             | ehemaliges Amtshaus; Renaissancebau, um 1600, Krüppelwalmdach, wohl um 1800 | weitere Bilder Fotos hochladen |
| Kleine Kirche                                     | Amtgasse 27/29 Lage                                              | 1730/31                             | ehemalige lutherische Pfarrkirche; spätbarocker Saalbau mit hochaufragendem Dachreiter, 1728/29–1737; bauzeitliche Ausstattung; stadtbildprägend | weitere Bilder Fotos hochladen |
| Haus Knobeloch                                    | Amtgasse 28 Lage                                                 | erste Hälfte des 18. Jahrhunderts   | barockes Walmdachbau, erste Hälfte des 18. Jahrhunderts | Fotos hochladen                |
| Villa                                             | An der Hexenbleiche 31 Lage                                      | 1898                                | eineinhalbgeschossige Villa, malerischer sandsteingegliederter Putzbau in spätgotischer Formensprache, 1898, Architekt Stadtbaumeister Jakob Schmitt | Fotos hochladen                |
| Verwaltungsgebäude                                | An der Hexenbleiche 34 Lage                                      | 1926–28                             | ehemaliges Kreisgesundheits- und Veterinäramt; dreigeschossiger klassizierender Walmdachbau mit übergiebeltem Mittelrisalit, 1926–28 | Fotos hochladen                |
| Rechenmühle                                       | An der Rechenmühle 1–8f Lage                                     | 1868/69                             | ehemalige Rechenmühle; Vierflügelanlage aus Bruchsteinbauten, 1868/69 über älteren Resten; Nr. 1 spätklassizistische Wohnhaus, Nr. 2 viergeschossiges Mühlengebäude; bauliche Gesamtanlage | BW                             |
| Fassade und Treppenhaus                           | Antoniterstraße, an Nr. 17 Lage                                  | 1928                                | repräsentative Fassade neuklassizistischer Prägung und Treppenhaus eines Mansarddachbaus, 1928; straßenbildprägend | BW                             |
| Wohn- und Geschäftshaus                           | Antoniterstraße 37 Lage                                          | 18. Jahrhundert                     | barockes Fachwerkwohn- und Geschäftshaus, teilweise massiv, abgewalmtes Mansarddach, 18. Jahrhundert | weitere Bilder Fotos hochladen |
| Hospital                                          | Antoniterstraße 41 Lage                                          | 1580                                | ehemaliges Hospital, jetzt Museum; Renaissancebau mit Treppenturm, bezeichnet 1580; nordseitiges Barockportal bezeichnet 1747, südseitig bezeichnet 1748, Mansarddach und Turmhaube nach barockem Vorbild; straßenbildprägend | weitere Bilder Fotos hochladen |
| Brauerei und Mälzerei                             | Antoniterstraße 51b Lage                                         | 1890                                | ehemalige Brauerei und Mälzerei des Gasthauses „Germania“; fünfgeschossiger Sandsteinquader- und Backsteinbau, 1890 von Maurermeister Franz Schmitt | BW                             |
| Relief                                            | Antoniterstraße, an Nr. 55 Lage                                  | 1974                                | Betonrelief, 1974 von Gustav Nonnenmacher, Worms | BW                             |
| Wohnhaus                                          | Atzel 3 Lage                                                     | 1686                                | barockes Wohnhaus, teilweise Zierfachwerk, bezeichnet 1686 und ehemals 1778 | weitere Bilder Fotos hochladen |
| Wohnhaus                                          | Atzel 12 Lage                                                    | 1796                                | spätbarockes Putzbau, teilweise Fachwerk, bezeichnet 1796; straßenbildprägend | BW                             |
| Wohn- und Geschäftshaus                           | Augustinerstraße 3 Lage                                          | zweite Hälfte des 18. Jahrhunderts  | Wohn- und Geschäftshaus; spätbarocker Mansarddachbau, teilweise Fachwerk, zweite Hälfte des 18. Jahrhunderts | BW                             |
| Selztalbrücke                                     | Badeweg Lage                                                     | 1870                                | fünfbogiges Eisenbahnviadukt für die Rheinhessenbahn und Donnersbergbahn, Sandsteinquaderbau, bezeichnet 1870 | Fotos hochladen                |
| Friedhofsarchitektur und Grabmäler                | Berliner Straße, auf dem Friedhof Lage                           | ab 1845                             | auf dem Friedhof: - Alte Leichenhalle und Friedhofskapelle, Rundbogenstil, bezeichnet 1867, Vorplatz mit Mosaikpflaster; - Veteranenstein, helmbekrönter Obelisk, bezeichnet 1845 - Kriegerdenkmal 1870/71, Germania, Galvanoplastik, 1893, Bildhauer Hugo Cauer, Bad Kreuznach; - Kriegerdenkmal 1914/18, neuklassizistisch geprägter Gedächtnisbrunnen, 1928; - Grabmäler: W. Clossmann, geb. von Schlemmer († 1813), relieferter klassizistischer Sandsteinpfeiler; L. Erckmann, geb. Chormann († 1861), klassizistischer Säulenstumpf; Dr. Weiffenbach († 1864), aufgesockelte Säule; Familie B. Dietz († 1870), neugotische Sandsteinstele; Familie L. Lohmann, Sandsteinädikula, um 1875; Familie J. F. Gaertner († 1881), Sandsteinstele; Geschwister Loos und Familie Wilhelm Böhmer († 1886), Sansteinädikula; Familie Ludwig Rhumbler und Karl Rhumbler, Stein mit Hartsteinplatte zwischen Sandsteinsäulen von 1919 und 1944; Familie Braig, dorische Säulenstellung mit Christusfigur nach Thorvaldsen, Einfriedung, um 1900; Familie K. Böhmer († 1905), eingefriedete Anlage mit Stele, Galvanoplastik, Metalltafeln; Familie J. Kaufmann († 1947) und K. Kaufmann († 1918), eingefriedete Anlage mit Granitwand, Galvanoplastik, Inschriftstein; Familie A. J. Götz († 1919), Galvanoplastik vor Schauwand; Familie Dr. H. Sutor († 1920) und Iula Sutor († 1908), Engelsfigur auf Inschriftsockel, Einfriedung; Familie H. Fix († 1921), neuklassizistischer Pfeiler; Familie K. Huff († 1944) und G. Stoll, Galvanoplastik, Inschrift, Einfriedung, wohl 1920er Jahre; Familie Götz Diehl, Marie Diehl († 1924), derselbe Typus; Familie F. Regner († 1992), Bank mit Trauernder, Stele, frühes 20. Jahrhundert (wiederverwendet); Dr. W. Eller, Engel und Inschriftenplatten vor Rückwand, frühes 20. Jahrhundert; Familie R. Scheurich († 1928), klassizierende Schauwand mit Bronzerelief, Einfriedung: Familie L. Abel († 1928), Neurenaissance-Ädikula | weitere Bilder Fotos hochladen |
| Wohnhaus                                          | Bleichstraße 1 Lage                                              | um 1870                             | repräsentatives historistisches Eckwohnhaus mit Walmdach, um 1870, Architekt Paul Wallot; mit Ausstattung; stadtbildprägend | BW                             |
| Wohnhaus                                          | Bleichstraße 3 Lage                                              | um 1870                             | spätklassizistisches Wohnhaus, um 1870, Architekt Paul Wallot | BW                             |
| Hofanlage                                         | Bleichstraße 5 Lage                                              | um 1840/50                          | kleine Hofanlage mit spätklassizistischem Wohnhaus, wohl um 1840/50, altanartiger Vorbau jünger, rückwärtige Erweiterung wohl bald nach 1900; zusammen mit den Bürgerhäuser Nr. 1 und 3 straßenbildprägend | BW                             |
| Schulhaus                                         | Bleichstraße 15 Lage                                             | 1912–14                             | ehemaliges Realgymnasium mit Progymnasium, heute Außenstelle des Gymnasiums am Römerkastell; dreigeschossiger sechzehnachsiger Mansarddachbau mit Einfluss der Reformarchitektur, bezeichnet 1912–14, Architekt Stadtbaumeister Jakob Schmitt | Fotos hochladen                |
| Wohn- und Bankgebäude                             | Bleichstraße 21 Lage                                             | 1896                                | villenartiges malerisches Wohn- und Bankgebäude; dreiflügeliger historisierender Sandsteinquaderbau mit Walmdächern, Hoftoranlage bezeichnet 1896, Architekten Stadtbaumeister Jakob Schmitt und Lang; Garten mit Einfriedung | weitere Bilder Fotos hochladen |
| Wohnhäuser                                        | Dautenheimer Landstraße 5 und 7 Lage                             | 1927                                | stattliche Beamtenwohnhäuser, Heimatstilbauten mit barockisierenden und klassizierenden Motiven, 1927 nach Plänen des Hochbauamtes Worms (Leitung Baurat Gustav Plock); bauliche Gesamtanlage | BW                             |
| Rheinhessen-Fachklinik Alzey                      | Dautenheimer Landstraße 64/66 Lage                               | ab 1905                             | ehemals „Landes-Irrenanstalt“, ab 1905 nach Plänen des Hochbauamtes Mainz (Leitung Regierungsbaumeister Paul Kubo) in großzügiger Gartenanlage errichtet; Ensemble in Heimatstilformen mit vom Jugendstil beeinflussten barockisierenden Motiven, ein- bis zweigeschossige, teilweise mehrflügelige Putzbauten (Pförtnerhaus, Direktorenwohnhaus, Kranken- und Pflegebauten, Kapelle, Verwaltungsgebäude, Leichenhalle); Verwalterhaus, um 1914 von Heckmann, Hochbauamt Mainz; Gutshof, 1920er Jahre; Gesamtanlage | BW                             |
| Wohnhaus                                          | Donnersbergstraße 7 Lage                                         | 1905                                | eineinhalbgeschossiges villenartiges Wohnhaus, Neurenaissance, bezeichnet 1905 von Maurermeister Carl Hermann, Alzey | BW                             |
| Hofanlage                                         | Donnersbergstraße 18 Lage                                        | 1906                                | stattliche Hofanlage, 1906, Architekt W. Ehrenhard, Mainz; zweiteiliges Wohnhaus, winkelförmige Ökonomie; Gesamtanlage | BW                             |
| Turm des Römerkastells                            | Dr.-Georg-Durst-Straße, bei Nr. 16 Lage                          | 367–370                             | Reste eines Eckturms des 367–370 erbauten Römerkastells | Fotos hochladen                |
| Rathaus                                           | Ernst-Ludwig-Straße 42 Lage                                      | 1894–96                             | ehemaliges Kreisamt; dreiflügeliger Neurenaissancebau, 1894–96 nach Plänen des Hochbauamtes Mainz (Leitung Baurat Reinhard Grimm und Bauassessor Harry Wagner) | BW                             |
| Staatliches Aufbaugymnasium Alzey                 | Ernst-Ludwig-Straße 47/49/51 Lage                                | 1879/80                             | ehemals Großherzoglich Hessisches Lehrer-Seminar; spätklassizistische Sandsteinquaderbauten (Lehrgebäude, Seminaristenbau, Küchenbau), 1879/80; Gesamtanlage; ursprünglich axialsymmetrisch um einen zentralen Platz gruppiert, nach Verlust mehrerer Gebäude nur noch teilweise nachvollziehbar | BW                             |
| Gasthaus Deutsches Haus                           | Fischmarkt 1 Lage                                                | 1699                                | barocker Fachwerkbau, teilweise massiv, bezeichnet 1699 und 1901 (renoviert) | weitere Bilder Fotos hochladen |
| Volkerbrunnen                                     | Fischmarkt, bei Nr. 1 Lage                                       | 1902                                | repräsentative späthistoristische Anlage, Basalttuff, bezeichnet 1902, Entwurf Stadtbaumeister Jakob Schmitt, Bildhauer August Köstner | weitere Bilder Fotos hochladen |
| Rathaus                                           | Fischmarkt 3 Lage                                                | 1586                                | stattlicher dreigeschossiger Walmdachbau mit viergeschossigem Treppenturm, bezeichnet 1586; reichstes Renaissance-Rathaus Rheinhessens | Fotos hochladen                |
| Haus zum Karpfen                                  | Fischmarkt 4 Lage                                                | um 1600                             | ehemaliges Schildwirtshaus „Zum Karpfen“; dreigeschossiger Walmdachbau mit zwei Zierfachwerkgeschossen, im Kern um 1600, barock überformt, Renaissance-Treppenturm, um 1600; städtebaulich bedeutend | Fotos hochladen                |
| Wohnhaus                                          | Flonheimer Straße 3 Lage                                         | 1705                                | schmales Wohnhaus, Fachwerk-Obergeschoss, bezeichnet 1705 | BW                             |
| Wohnhaus                                          | Flonheimer Straße 20/22 Lage                                     | erstes Viertel des 18. Jahrhunderts | Nr. 20: barockes Wohnhaus, teilweise massiv, teilweise (Zier)-Fachwerk, wohl aus dem ersten Viertel des 18. Jahrhunderts; straßenbildprägend; Nr. 22 nach 1838 | BW                             |
| Hofanlage                                         | Flonheimer Straße 52 Lage                                        | um 1600                             | Hofanlage; spätgotisches Wohnhaus mit steilen Schildgiebeln, um 1600 | BW                             |
| Wandfigur                                         | Frankenstraße, an Nr. 17 Lage                                    | 1972                                | Wandfigur des Volker von Alzey; reliefhaft flache Sitzfigur mit Attributen, Bronze, 1972 | Fotos hochladen                |
| Villa                                             | Friedrichstraße 17 Lage                                          | 1893                                | Villa; spätgründerzeitlicher Quader- und Klinkerbau, bezeichnet 1893, Architekt Stadtbaumeister Jakob Schmitt; Geburtshaus der Schriftstellerin Elisabeth Langgässer | Fotos hochladen                |
| Wohnhaus                                          | Hellgasse 13 Lage                                                | um 1874                             | spätklassizistisches Wohnhaus, um 1874; Rückgebäude bezeichnet 1712; straßenbildprägend | weitere Bilder Fotos hochladen |
| Haus Dietz                                        | Hellgasse 14 Lage                                                | zweite Hälfte des 18. Jahrhunderts  | spätbarocker Mansardwalmdachbau, teilweise Fachwerk (verputzt), zweite Hälfte des 18. Jahrhunderts mit älteren Teilen (bezeichnet 1717); städtebaulich bedeutend | Fotos hochladen                |
| Schweizerei                                       | Hellgasse 19/21 Lage                                             | 18. Jahrhundert                     | ehemalige Schweizerei; barocke Hofanlage, 18. Jahrhundert (1770er Jahre?) mit älteren Teilen; winkelförmiger eingeschossiger Mansarddachbau, Keller- und Ganganlage | weitere Bilder Fotos hochladen |
| Wohn- und Geschäftshaus                           | Hellgasse 23 Lage                                                | 1874/75                             | gründerzeitlicher Klinkerbau, 1874/75, Obergeschoss 1893 von Stadtbaumeister Jakob Schmitt, ausgedehnte Kelleranlage; straßenbildprägend; auf dem Grundstück Reste der Stadtbefestigung | Fotos hochladen                |
| Friedhofsmauer                                    | Jean-Braun-Straße, gegenüber Nr. 11 Lage                         |                                     | Reste der Umfassungsmauer des vom Frühmittelalter bis um 1810 belegten Friedhofs, wohl aus Bruchkalksteinen der römischen Kastellruine errichtet | BW                             |
| Römerkastell                                      | Jean-Braun-Straße, bei Nr. 19 Lage                               | 367–370                             | Fundamentzüge aus Kalkbruchsteinmauerwerk des 367–370 erbauten Römerkastells | weitere Bilder Fotos hochladen |
| Wohnhaus                                          | Judengasse 19 Lage                                               | zweite Hälfte des 18. Jahrhunderts  | barockes Fachwerkhaus, teilweise massiv, steiles Mansarddach, wohl aus dem späteren 18. Jahrhundert; stadtbildprägend | BW                             |
| Wasserbehälter der Landes-Heil- und Pflegeanstalt | Kaiserstraße ohne Nummer, nördlich des Wartturmweges Lage        | 1915                                | neuklassizistischer Muschelkalkquaderbau, bezeichnet 1915 | Fotos hochladen                |
| Wasserbehälter                                    | Kaiserstraße ohne Nummer, nördlich des Abzweigs Wartturmweg Lage | 1907                                | neuromanischer Sandsteinquaderbau, bezeichnet 1907; Architekt Stadtbaumeister Jakob Schmitt | Fotos hochladen                |
| Reliefwand                                        | Kaiserstraße ohne Nummer, Ecke Kettenheimer Weg Lage             | 1970                                | figürlich reliefierte Betonwand, 1970 von Bildhauer Gustav Nonnenmacher, Worms | BW                             |
| Wohnhaus                                          | Kaiserstraße 1 Lage                                              | vor 1850                            | stattliches Wohnhaus mit weit überstehendem Satteldach, spätklassizistisch mit historisierenden Motiven, vor 1850, rückseitig Treppenhausrisalit von 1905; südlich des Wohnhauses schlichter Satteldachbau mit Gefängniszellen, nach 1945 unter französischer Besatzung errichtet; bauliche Gesamtanlage | BW                             |
| Wohnhaus                                          | Kaiserstraße 6 Lage                                              | vor 1833                            | achtachsiges Wohnhaus, teilweise Fachwerk, vor 1833; städtebaulich wichtig | BW                             |
| Wasserbehälter der Alzeyer Wasserversorgung       | Kaiserstraße 27, Ecke Am Wegweiser Lage                          | 1890                                | Wasserbehälter bezeichnet 1890; oberhalb davon Wärterhäuschen, verschieferter Walmdachbau, um 1910/20 | BW                             |
| Schlosskeller                                     | Kästrich 2/4/6/8/10 Lage                                         | 1468                                | ehemaliger Schlosskeller; zweischiffige neunjochige spätgotische Anlage aus verputztem Bruchsteinmauerwerk, Nr. 2 bezeichnet 1468, unweit von Nr. 2 zugesetztes Fenster bezeichnet 1584 (?), bei Nr. 6 (Relikt) und Nr. 8 spätklassizistisches Portal, bezeichnet 1833, bei Nr. 10 Teile der Schlossscheune; zugehörig zur Denkmalzone Schloss | BW                             |
| Treppenturm und Keller                            | Kirchenplatz 3 Lage                                              | 16. oder 17. Jahrhundert            | historische Bauteile am modern überformten Wohn- und Geschäftshaus: Renaissance-Treppenturm, zwei tonnengewölbte Kellerräume, 16. oder 17. Jahrhundert | BW                             |
| Katholische Kirche St. Joseph                     | Kirchenplatz 7 Lage                                              | 1965–67                             | Stahlbeton-Skelettbau über parabelförmigem Grundriss mit seitlichen Anbauten, Kampanile und Nebengebäuden, 1965–67, Architekt Adalbert Ditt, Mainz; aus dem Vorgängerbau: barocke Figuren (barocke Kreuzigungsgruppe, um 1740; heiliger Michael, um 1750; barocke Skulptur des hl. Franziskus, Anfang des 18. Jahrhunderts); nordwestlich der Kirche überlebensgroße barocke Sandsteinfigur, 18. Jahrhundert | weitere Bilder Fotos hochladen |
| Gasthaus Weinzinken                               | Klosterstraße 9 Lage                                             | 1717                                | barockes Wohnhaus, teilweise Fachwerk, ehemals bezeichnet 1717; Skulpturennische mit Muttergottes (Original im Stadtmuseum) | weitere Bilder Fotos hochladen |
| Villa                                             | Kreuznacher Straße 6 Lage                                        | 1898/99                             | Villa; eingeschossiger spätgründerzeitlicher Sandsteinquaderbau, Krüppelwalmdach, 1898/99, Architekt Becker | BW                             |
| Villa                                             | Kreuznacher Straße 8 Lage                                        | 1908                                | eingeschossige Mansarddach-Villa, klassizierender Heimatstil, 1908 | BW                             |
| Lokomotivenremise                                 | Kreuznacher Straße, Ecke Robert-Koch-Straße Lage                 | um 1875                             | Lokomotivenremise; Sandsteinquaderhalle, um 1875 | BW                             |
| Straßendenkmal                                    | Kreuznacher Straße, Ecke zur K 12 Lage                           | um 1831                             | Straßendenkmal für den Straßenbau Alzey-Bad Kreuznach; klassizistischer Pfeiler, um 1831 | BW                             |
| Wohnhaus                                          | Löwengasse 4 Lage                                                | vor 1800                            | ehemalige Unterpräfektur des Departements Donnersberg; neunachsiges klassizistisches Wohnhaus, kurz vor 1800 | Fotos hochladen                |
| Wohnhaus                                          | Löwengasse 8 Lage                                                | 17. oder 18. Jahrhundert            | barockes Wohnhaus, teilweise Fachwerk (verputzt), 17. oder 18. Jahrhundert | BW                             |
| Wohnhaus                                          | Löwengasse 9 Lage                                                | um 1908                             | villenartiges Wohnhaus, Jugendstil, mit Ausstattung, um 1908 | BW                             |
| Portal                                            | Löwengasse, an Nr. 13 Lage                                       | zweite Hälfte des 18. Jahrhunderts  | spätbarockes Sandsteinportal mit Handwerkerzeichen, im Kern aus der zweiten Hälfte des 18. Jahrhunderts | BW                             |
| Wohnhaus                                          | Neugasse 10 Lage                                                 | 1776                                | spätbarockes Wohnhaus, teilweise Fachwerk (verputzt), 1776 | BW                             |
| Wohnhaus                                          | Nibelungenstraße 2 Lage                                          | um 1903/05                          | malerisch gruppiertes, späthistoristisches villenartiges Wohnhaus, teilweise Fachwerk, um 1903/05, Architekt Johann Ludwig Wagner; mit Jugendstil-Ausstattung | Fotos hochladen                |
| Nibelungenschule                                  | Nibelungenstraße 14 Lage                                         | 1910–11                             | winkelförmiger großvolumiger Mansarddachbau, bezeichnet 1910–11, Architekt Stadtbaumeister Jakob Schmitt; Hofmauer mit repräsentativer Toreinfahrt | BW                             |
| Treppenturm und Keller                            | Obermarkt, an Nr. 5 Lage                                         | 16. bis 18. Jahrhundert             | Bauteile des 16. bis 18. Jahrhunderts: Renaissance-Treppenturm, um 1600; tonnengewölbte Kelleranlage, wohl nach 1689 erweitert | BW                             |
| Apotheke                                          | Obermarkt 9 Lage                                                 | 16. bis 18. Jahrhundert             | ehemalige Apotheke, im Kern aus dem 16. bis 18. Jahrhundert; Mansarddachbau mit Krüppelwalm, teilweise Fachwerk, hofseitig Renaissance-Treppenturm, spätes 16. Jahrhundert | Fotos hochladen                |
| Wohn- und Geschäftshaus                           | Obermarkt 10 Lage                                                | um 1700                             | Wohn- und Geschäftshaus; reicher barocker Fachwerkbau, teilweise massiv, um 1700 (datiert) | Fotos hochladen                |
| Evangelische Nikolaikirche                        | Obermarkt 19 Lage                                                | um 1430                             | ehemals Stiftskirche St. Nikolaus; spätgotische dreischiffige Halle, Langhaus um 1430, Langchor um 1440/50, Westturm 1485–99, neuer Turmhelm 1905/06 nach Plänen von Karl Krauß, Darmstadt, und Stadtbaumeister Jakob Schmitt; Ausstattung des 14. bis 18. Jahrhunderts; stadtbildprägend | weitere Bilder Fotos hochladen |
| Evangelisches Pfarrhaus                           | Obermarkt 20 Lage                                                | um 1740                             | evangelisches Pfarrhaus; sechsachsiger barocker Walmdachbau, wohl um 1740 | Fotos hochladen                |
| Wohnhaus                                          | Obermarkt 28 Lage                                                | 18. und 19. Jahrhundert             | dreiachsiges verputztes Wohnhaus, im Kern spätbarock, 18. und 19. Jahrhundert | weitere Bilder Fotos hochladen |
| Wohnhaus                                          | Ochslergasse 28 Lage                                             | 18. Jahrhundert                     | barockes Fachwerkhaus, teilweise Fachwerk, 18. Jahrhundert | BW                             |
| Inschriftenstein                                  | Ochslergasse, in Nr. 34 Lage                                     |                                     | Inschriftenstein (Spolie?) mit Bauinschrift in einer Kelleranlage | BW                             |
| Jugend- und Kulturzentrum                         | Römerstraße 18 Lage                                              | 19. Jahrhunderts                    | ehemalige Freimaurerloge „Carl zum neuen Licht“; mehrteiliger spätklassizistischer Putzbau, 19. Jahrhundert, Umbau 1838 und erneut 1851/52 mit Erweiterung | BW                             |
| Wohnhaus                                          | Römerstraße 21 Lage                                              | um 1900                             | späthistoristisches villenartiges Wohnhaus, eineinhalbgeschossiger Muschelkalkquaderbau, teilweise Zierfachwerk, um 1900; städtebaulich bedeutend | BW                             |
| Finanzamt                                         | Römerstraße 33 Lage                                              | 1935/36                             | vierzehnachsiger dreigeschossiger Walmdachbau, teilweise bauzeitliche Ausstattung, 1935/36; stadtbildprägend | weitere Bilder Fotos hochladen |
| Wohn- und Geschäftshaus                           | Rossmarkt 2 Lage                                                 | 18. Jahrhundert                     | dreigeschossiges Wohn- und Geschäftshaus, teilweise Fachwerk, im Kern aus dem 18. Jahrhundert; barocke Ausstattung; zugehörig: Nebengebäude (Winkelgässchen) mit Fachwerkteilen, wohl aus der Mitte oder zweiten Hälfte des 18. Jahrhunderts | BW                             |
| Wohn- und Geschäftshaus                           | Rossmarkt 3 Lage                                                 | 18. Jahrhundert                     | ehemals Gasthaus „Zum Hirsch“; barocker Krüppelwalmdachbau, teilweise Fachwerk, 18. Jahrhundert; platzbildprägend | Fotos hochladen                |
| Engelapotheke                                     | Rossmarkt 4 Lage                                                 | 1698                                | stattlicher dreigeschossiger Barockbau, Zierfachwerk, bezeichnet 1698, 1699 (?) und 1751 | Fotos hochladen                |
| Wohn- und Geschäftshaus                           | Rossmarkt 8 Lage                                                 | 1733                                | Wohn- und Geschäftshaus; dreigeschossiger barocker Mansarddachbau, Zierfachwerk, bezeichnet 1733 (?) | Fotos hochladen                |
| Haus zum Raben                                    | Rossmarkt 10 Lage                                                |                                     | dreigeschossiger Massivbau, nach Kriegseinwirkung 1948 Wiederaufbau, Fachwerkfassade wohl unter Verwendung alter Hölzer; zwei tonnengewölbte Keller und Erdgeschoss spätmittelalterlich (?); platzbildprägend | Fotos hochladen                |
| Gasthaus Zur alten Post                           | Rossmarkt 13/Antoniterstraße 2 Lage                              | frühes 18. Jahrhundert              | zeitweise Thurn und Taxissche Poststation; barocke Baugruppe; Nr. 13: sandsteingegliederter Putzbau unter Walmdach, frühes 18. Jahrhundert; Nr. 2: barockes Fachwerkhaus, teilweise massiv, verputzt, tonnengewölbte Keller; platzbildprägend | Fotos hochladen                |
| Gasthaus Zum Römer                                | Rossmarkt 14 Lage                                                | um 1700                             | dreigeschossiger reicher Fachwerkbau, teilweise massiv, um 1700 | weitere Bilder Fotos hochladen |
| Wohn- und Geschäftshaus                           | Rossmarkt 18 Lage                                                | um 1892                             | Wohn- und Geschäftshaus; dreigeschossiger spätgründerzeitlicher Backsteinbau mit Mansarddach, Neurenaissancemotive, um 1892 unter Verwendung barocker Substanz | Fotos hochladen                |
| Wohn- und Geschäftshaus                           | Rossmarkt 20 Lage                                                | 18. oder 19. Jahrhundert            | Wohn- und Geschäftshaus; dreigeschossiger barocker Krüppelwalmdachbau, teilweise Fachwerk, 18. oder 19. Jahrhundert | Fotos hochladen                |
| Stadthalle                                        | Schießgraben 5 Lage                                              | 1858                                | im Kern Ökonomiegebäude von 1858, Umbau 1866; abschnittweise zweigeschossiger Satteldachbau, im Inneren dreischiffig mit Kreuzgratgewölben; dreischiffig kreuzgratgewölbte Kelleranlage, bezeichnet 1858; großer Bühnensaal von 1930 | BW                             |
| Wohnhaus                                          | Schießgraben 10 Lage                                             | 1895                                | repräsentatives späthistoristisches villenartiges Wohnhaus, 1895, Architekt Stadtbaumeister Jakob Schmitt | BW                             |
| Wohnhaus                                          | Schillerplatz 2 Lage                                             | 1895                                | spätgründerzeitlicher Backsteinbau, 1895, Umbau 1909; platzbildprägend | Fotos hochladen                |
| Wohn- und Geschäftshaus                           | Schlossgasse 8 Lage                                              | 1884                                | spätklassizistische Fassade eines Wohn- und Geschäftshauses; Ladeneinbau mit Gusseisenstützen (Gienanth), 1884 | BW                             |
| Burggrafiat                                       | Schlossgasse 11 Lage                                             | um 1740                             | ehemaliges Burggrafiat; barocke Dreiflügelanlage, Hauptbauphase gegen 1740, wohl mit älteren Resten (16. Jahrhundert), Frontbau mit Walmdach rückseitig bezeichnet 1700, dreigeschossiger West-, zweigeschossiger Ostflügel; miteinander verbundene, tonnengewölbte Keller von Haupt- und Ostflügel; regional- und stadthistorisch sowie städtebaulich hochbedeutend | weitere Bilder Fotos hochladen |
| Weingut der Stadt Alzey                           | Schlossgasse 12/14/16 Lage                                       | um 1850                             | herrschaftliche klassizistische Dreiflügelanlage, um 1850 durch Überformung von Wohn- und Wirtschaftsgebäuden erstellt, Kelterhaus, barockes Wirtschaftsgebäude, Freitreppen bezeichnet 1861, Mitteltrakt und ehemalige Scheune barock (18. Jahrhundert) | weitere Bilder Fotos hochladen |
| Haus zum Elefanten                                | Schlossgasse 15 Lage                                             | 1579                                | stattlicher Krüppelwalmdachbau, teilweise (Zier)-Fachwerk, im Kern aus dem 16. Jahrhundert (bezeichnet 1579), Überformung in der zweiten Hälfte des 18. Jahrhunderts | weitere Bilder Fotos hochladen |
| Kellerei                                          | Schlossgasse 21/Amtgasse 39 Lage                                 | 1718                                | ehemalige Kellerei des kurpfälzischen Oberamtes Alzey; winkelförmiger Putzbau von 1718 wohl mit älteren Teilen, Umbau 1812 und 1890; Nr. 39: achtachsiger Walmdachbau; Nr. 21: ein- und zweigeschossig, bezeichnet 1718; städtebaulich bedeutend | weitere Bilder Fotos hochladen |
| Wohnhaus                                          | Selzgasse 7 Lage                                                 | zweite Hälfte des 18. Jahrhunderts  | spätbarocker Mansardwalmdachbau, teilweise Fachwerk, zweite Hälfte des 18. Jahrhunderts; stadtbildprägend | BW                             |
| Wohnhaus                                          | Selzgasse 11 Lage                                                | 16. Jahrhundert                     | dreiteiliges Wohnhaus; mittlerer Bauteil mit Schildgiebel im Kern mindestens aus dem 16. Jahrhundert, teilweise mit Renaissancefenstern; Wirtschaftsteil mit Renaissanceportal, bezeichnet 1589; straßenseitig Fachwerkobergeschoss des späten 19. Jahrhunderts über älteren Mauern; straßenbildprägend | BW                             |
| Türsturz                                          | Spießgasse, an Nr. 4 Lage                                        | 1699                                | barocker Türsturz mit Hauszeichen, bezeichnet 1699 | BW                             |
| Löwenapotheke                                     | Spießgasse 10 Lage                                               | 18. Jahrhundert                     | dreigeschossiger Barockbau, im Kern aus dem 18. Jahrhundert, historisierende Fassade vor 1925 | Fotos hochladen                |
| Haustür                                           | Spießgasse, an Nr. 19 Lage                                       | zweite Hälfte des 18. Jahrhunderts  | zweiflügelige Rokoko-Eichentür mit aufwändigem Schnitzwerk, zweite Hälfte des 18. Jahrhunderts | BW                             |
| Wohn- und Geschäftshaus                           | Spießgasse 20 Lage                                               | um 1600                             | dreigeschossiges Wohn- und Geschäftshaus, im Kern um 1600, im frühen und mittleren 19. Jahrhundert überformt; rückwärtig nach Erweiterung Einbau eines Renaissance-Treppenturms, 16. oder frühes 17. Jahrhundert; stadtgeschichtlich bedeutend | BW                             |
| Wohn- und Geschäftshaus                           | Spießgasse 22 Lage                                               | um 1860                             | dreigeschossiges spätklassizistisches Wohn- und Geschäftshaus, um 1860 | BW                             |
| Wohn- und Geschäftshaus                           | Spießgasse 24 Lage                                               | 16. oder 17. Jahrhundert            | dreigeschossiges barockes Wohn- und Geschäftshaus mit zwei vorkragenden Fachwerkobergeschossen, im Kern aus dem 16. oder 17. Jahrhundert mit Überformungen des 18. und 19. Jahrhunderts; im Hof Treppenturm, wohl aus dem 16. Jahrhundert; straßenbildprägend | BW                             |
| Wohn- und Geschäftshaus                           | Spießgasse 26 Lage                                               | Mitte des 18. Jahrhunderts          | Wohn- und Geschäftshaus; dreigeschossiger siebenachsiger Barockbau, Mitte des 18. Jahrhunderts; straßenbildprägend | BW                             |
| Wohn- und Geschäftshaus                           | Spießgasse 28 Lage                                               | 17. oder 18. Jahrhundert            | dreigeschossiges, im Kern barockes Wohn- und Geschäftshaus, teilweise Fachwerk, Schauseite im letzten Drittel des 19. Jahrhunderts klassizistisch überformt, zweigeschossiger Anbau bezeichnet 180[x] (1809?) | BW                             |
| Wohn- und Geschäftshaus                           | Spießgasse 48 Lage                                               | 1570                                | ehemaliges Zunft- oder Amtshaus; stattlicher Renaissancebau, Treppenturm, bezeichnet 1570 und 1699 (Wiederherstellung?), hofseitig Renaissance-Treppenturm; anschließend barocker Mansarddachbau, teilweise Fachwerk, 18. Jahrhundert; Scheune, 18. Jahrhundert | BW                             |
| Haus zum Goldenen Lamm                            | Spießgasse 49 Lage                                               | um 1700                             | ehemaliges Gasthaus „Zum Goldenen Lamm“; barockes Eckhaus, teilweise Zierfachwerk, um 1700 | BW                             |
| Haus zur Kanne                                    | Spießgasse 58 Lage                                               | 1674                                | ehemaliges Gasthaus „Zur Kanne“; winkelförmiger Barockbau, teilweise Zierfachwerk, bezeichnet 16[00] (1674?) | BW                             |
| Wohnhaus                                          | Spießgasse 61 Lage                                               | 18. Jahrhundert                     | spätbarockes Wohnhaus mit vorkragendem Fachwerkobergeschoss (verputzt), 18. Jahrhundert | BW                             |
| Wohnhaus                                          | Spießgasse 67 Lage                                               | 18. Jahrhundert                     | spätbarockes Eckwohnhaus, teilweise Fachwerk bzw. verschiefert, 18. Jahrhundert; straßenbildprägend | BW                             |
| Gasthaus                                          | Spießgasse 75 Lage                                               | 1815/16                             | ehemaliges Gasthaus; breitgelagerter Krüppelwalmdachbau mit mittiger Torfahrt, 1815/16 (datiert); straßenbildprägend | BW                             |
| Wohn- und Wirtschaftsgebäude                      | Spießgasse 85, Friedrichstraße 3 und 7 Lage                      | 1830er bis 1870er Jahre             | Ensemble spätklassizistischer Wohn- und Wirtschaftsgebäude, 1830er bis 1870er Jahre; Spießgasse 85: klassizistisches mit Walmdach, 1834–36, mit Ausstattung, darunter hervorragendes Treppenhaus; Friedrichstraße 3: Traufenhaus mit Torfahrt, 1869, Ökonomie um 1850; Friedrichstraße 7: Winkelbau mit Torfahrt, 1876; bauliche Gesamtanlage einschließlich der Freiflächen | BW                             |
| Wohnhaus                                          | Spießgasse 95 Lage                                               | um 1871                             | eineinhalbgeschossiges villenartiges Wohnhaus, ländliche und historisierende Motive, Wintergarten mit reichen Schnitzereien, Gartenpavillon, um 1871 | BW                             |
| Wohn- und Geschäftshaus                           | St.-Georgen-Straße 13 Lage                                       | 18. Jahrhundert                     | Wohn- und Geschäftshaus; barocker Fachwerkbau, teilweise massiv, 18. Jahrhundert | Fotos hochladen                |
| Wohn- und Geschäftshaus                           | St.-Georgen-Straße 14 Lage                                       | erstes Drittel des 18. Jahrhunderts | barockes Wohn- und Geschäftshaus mit vorkragendem Fachwerkobergeschoss (verputzt), wohl aus dem ersten Drittel des 18. Jahrhunderts | BW                             |
| Wohn- und Geschäftshaus                           | St.-Georgen-Straße 18 Lage                                       | Anfang des 18. Jahrhunderts         | barockes Wohn- und Geschäftshaus, teilweise Zierfachwerk, frühes 18. Jahrhundert; straßenbildprägend | BW                             |
| Wohn- und Geschäftshaus                           | St.-Georgen-Straße 19 Lage                                       | Anfang des 18. Jahrhunderts         | Wohn- und Geschäftshaus; stattlicher barocker Krüppelwalmdachbau mit zwei leicht vorkragenden Fachwerkobergeschossen (teilweise verputzt), frühes 18. Jahrhundert; straßenbildprägend | BW                             |
| Torbogen                                          | St.-Georgen-Straße, an Nr. 20 Lage                               | 1743                                | barocker Hoftorbogen, bezeichnet 1743 | BW                             |
| Hofanlage                                         | St.-Georgen-Straße 26 Lage                                       | 18. Jahrhundert                     | spätbarocke Hofanlage, 18. Jahrhundert; zweiteilige Baugruppe mit Wohnhaus, teilweise Fachwerk, Spolie bezeichnet 1767; anschließend Mansarddachbau, teilweise Fachwerk; zweiteilige Hoftoranlage | BW                             |
| Fenstersturz                                      | St.-Georgen-Straße, an Nr. 27 Lage                               | 1703                                | profilierter barocker Fenstersturz, bezeichnet 1703 | BW                             |
| Spolie                                            | St.-Georgen-Straße, an Nr. 27a Lage                              | 18. Jahrhundert                     | Spolie: reliefierter barocker Sandsteinsturz, 18. Jahrhundert | BW                             |
| Wohn- und Geschäftshaus                           | St.-Georgen-Straße 30 Lage                                       | um 1600                             | Wohn- und Geschäftshaus, ehemaliges Gasthaus; dreigeschossiger Putzbau, teilweise Fachwerk, um 1600, im 18. oder 19. Jahrhundert überformt | BW                             |
| Kreisvolkshochschule                              | Theodor-Heuss-Ring 2 Lage                                        | 1892                                | ehemalige Kreishaushaltungs-Schule; stattlicher Sandsteinquaderbau in romanisierendem Rundbogenstil, 1892; straßenbildprägend | BW                             |
| Brunnenhaus                                       | Theodor-Heuss-Ring, Ecke Freiherr-vom-Stein-Straße Lage          | um 1800                             | Brunnenhaus, Bruchstein, um 1800 | Fotos hochladen                |
| Wohnhaus                                          | Volkerstraße 12 Lage                                             | um 1898                             | eineinhalbgeschossiges villenartiges Wohnhaus, L-förmiger Krüppelwalmdachbau in historisierenden Formen, um 1898, Architekt Stadtbaumeister Jakob Schmitt | Fotos hochladen                |
| Ofenstein                                         | Wächterspfad, an Nr. 11 Lage                                     | 1704                                | reliefierter Ofenstein, bezeichnet 1704 | BW                             |
| Wohnhaus                                          | Weberstube 18 Lage                                               | 18. Jahrhundert                     | zweiteiliges Wohnhaus: Mansarddachbau, im Kern aus dem 18. Jahrhundert, offener Treppenhausvorbau um 1900, zwei Erker von 1924; westlicher Bauteil mit Krüppelwalmdach, um 1840 | BW                             |
| Wohnhaus                                          | Weinheimer Landstraße 15 Lage                                    | 1931                                | eingeschossiges villenartiges Wohnhaus mit Mansarddach, 1931; im Garten Pergola | BW                             |
| Wandmosaik                                        | Weinrufstraße, an Nr. 11 Lage                                    | 1955                                | Wandmosaik Volker von Alzey, 1955 von Carl Baumann, Hagen | BW                             |
| Gasthaus                                          | Weinrufstraße 13 Lage                                            | 1901                                | ehemaliges Gasthaus „Zur Krone“; winkelförmiger Backsteinbau, Sandsteingliederung in Neurenaissanceformen, 1901 | BW                             |
| Wohnhaus                                          | Weinrufstraße 24 Lage                                            | 1895                                | spätgründerzeitlicher Sandsteinquaderbau mit Fachwerk-Kniestock, bezeichnet 1895 | BW                             |
| Wohnhaus                                          | Weinrufstraße 26 Lage                                            | 1898                                | repräsentatives Wohnhaus, Krüppelwalmdach mit Zierfachwerk, Neurenaissancemotive, 1898; straßenbildprägend | Fotos hochladen                |
| Wohnhaus                                          | Weinrufstraße 28 Lage                                            | 1903                                | großvolumiges Wohnhaus; Bruchsteinbau, Neurenaissance, bezeichnet 1903; straßenbildprägend | BW                             |
| Wohnhaus                                          | Weinrufstraße 44 Lage                                            | 1906                                | villenartiges Wohnhaus, Landhausstil, wohl von 1906 | BW                             |
| Wohnhaus                                          | Weinrufstraße 48 Lage                                            | 1911                                | villenartiges Wohnhaus, historisierender Backsteinbau, bezeichnet 1911, Architekt Geometer Peter Döss | BW                             |
| Weinbergsturm                                     | nordwestlich der Stadt; Flur Auf der Staffel Lage                | um 1900                             | Weinbergsturm, Quaderbau mit Anklängen an die Burgenromantik, um 1900 | Fotos hochladen                |
| Weinbergshaus                                     | nordwestlich der Stadt; Flur An der Leimenhohl Lage              | um 1900                             | Weinbergshaus; kubischer Walmdachbau, teilweise Fachwerk mit Backsteingefachen, um 1900 | BW                             |
| Straßendenkmal                                    | südlich der Stadt an der B 271 (Wormser Straße) Lage             | um 1828                             | Straßendenkmal für den Straßenbau Alzey–Worms; klassizistischer Pfeiler, um 1828 | BW                             |

## Ehemalige Kulturdenkmäler
| Bezeichnung             | Lage                       | Baujahr                           | Beschreibung | Bild            |
| ----------------------- | -------------------------- | --------------------------------- | --- | --------------- |
| Wohn- und Geschäftshaus | Antoniterstraße 53 Lage    | erste Hälfte des 18. Jahrhunderts | barocker Fachwerkbau, teilweise massiv; aus Denkmalliste gelöscht | BW              |
| Wohn- und Geschäftshaus | Antoniterstraße 74 Lage    |                                   | dreigeschossiges spätklassizistisches ehemaliges Wohn- und Geschäftshaus; aus Denkmalliste gelöscht                                                                       | BW              |
| Wohnhaus                | Fischmarkt 2 Lage          | 18. Jahrhundert                   | barockes Fachwerkhaus, teilweise massiv, 18. Jahrhundert; aus Denkmalliste gelöscht                                                                                       | BW              |
| Wohnhaus                | Nibelungenstraße 25 Lage   | 1913                              | verschiefertes Wohnhaus, 1913; aus Denkmalliste gelöscht | BW              |
| Laufbrunnen             | Obermarkt Lage             | um 1820                           | klassizistischer Laufbrunnen, um 1820; aus Denkmalliste gelöscht | Fotos hochladen |
| Wohn- und Geschäftshaus | Obermarkt 31 Lage          | um 1800                           | dreigeschossiger Fachwerkbau, teilweise massiv, um 1800 (?); aus Denkmalliste gelöscht                                                                                    | Fotos hochladen |
| Wohn- und Geschäftshaus | Spießgasse 40 Lage         | 18. Jahrhundert                   | barocker Fachwerkbau, Mansardwalmdach, 18. Jahrhundert; aus Denkmalliste gelöscht                                                                                         | BW              |
| Wohnhaus                | Spießgasse 51 Lage         | 18. Jahrhundert                   | barockes Wohnhaus, 18. Jahrhundert; aus Denkmalliste gelöscht | BW              |
| Wohn- und Geschäftshaus | St.-Georgen-Straße 9 Lage  | 17. oder 18. Jahrhundert          | Wohn- und Geschäftshaus; barocker Fachwerkbau, teilweise massiv, 17. oder 18. Jahrhundert; aus Denkmalliste gelöscht                                                      | BW              |
| Wohn- und Geschäftshaus | St.-Georgen-Straße 15 Lage | 1767                              | Wohn- und Geschäftshaus; barocker Fachwerkbau, teilweise massiv, bezeichnet 1767; aus Denkmalliste gelöscht                                                               | Fotos hochladen |
| Wohn- und Geschäftshaus | St.-Georgen-Straße 29 Lage | 18. Jahrhundert                   | Wohn- und Geschäftshaus; barocker Fachwerkbau, teilweise massiv, 18. Jahrhundert; aus Denkmalliste gelöscht                                                               | BW              |
| Wohnhaus                | Weberstube 15 Lage         | 18. Jahrhundert                   | barockes Fachwerkhaus, teilweise massiv, abgewalmtes Mansarddach, 18. Jahrhundert, im 19. Jahrhundert überformt; Kellerbrunnen; Stadtmauerrest; aus Denkmalliste gelöscht | BW              |